# سیارک ۴۲۱۸
سیارک ۴۲۱۸ (به انگلیسی: 4218 Demottoni، نامگذاری:1988BK3) چهار هزار و دویست و هجدهمین سیارک کشف شده‌است که در ۱۶ ژانویه ۱۹۸۸ کشف شد.
قدر مطلق سیارک برابر ۱۴٫۱۰ است.